# Loa kèn
Hoa loa kèn, bách hợp, lily hay huệ tây, ở Đà Lạt gọi là hoa Ly (từ tiếng Pháp: fleur de lys, tiếng Nhật: テッポウユリ,Teppouyuri; danh pháp hai phần: Lilium longiflorum), là một loài thực vật có hoa thuộc chi Lilium, họ Loa kèn.
Đây là loài cây bản địa của quần đảo Ryukyu, phía nam Nhật Bản và Đài Loan.

## Phân loại thực vật
Hoa loa kèn thuộc nhóm thực vật một lá mầm (Monocotylendones), phân lớp Hành (Liliidae), bộ Hành (Liliales), họ Hành (Lilicaceae), chi Loa kèn (Lilium).

## Đặc điểm hình thái
- Thân vảy (củ): là mầm dinh dưỡng lớn của cây. Một củ già gồm: đế củ, vảy già, vảy mới ra, trục thân sơ cấp, thứ cấp và đỉnh sinh trưởng.
- Rễ: Loa kèn có hai loại rễ thân và rễ gốc. Rễ thân là rễ mọc ra từ thân ở phía dưới mặt đất có tác dụng nâng đỡ cho thân cây, hút nước và chất dinh dưỡng, tuổi thọ của rễ này là 1 năm. Rễ gốc hay còn gọi là rễ được sinh ra từ gốc của củ, có nhiều nhánh. Đây là loại rễ to, sinh trưởng khỏe là cơ quan chủ yếu hút nước và chất dinh dưỡng chủ yếu, tuổi thọ của rễ này tới 2 năm.
- Thân: Trục thân củ hoa loa kèn là do mầm dinh dưỡng co ngắn lại tạo thành. Trục thân chia ra trục thân sơ cấp và trục thân thứ cấp. Sau khi phá ngủ trục sơ cấp ở trên mầm nách trục thân là vùng vươn dài thứ nhất, mầm đỉnh co ngắn, vươn lên mặt đất, lá trên bắt đầu mở ra, khi cây ra nụ thì số lá đã được cố định, chiều cao cây quyết định bởi số lá và chiều dài đốt, số lá chịu ảnh hưởng của chất lượng củ giống, điều kiện và thời gian xử lý lạnh củ giống. Chiều cao vẫn chủ yếu quyết định bởi chiều dài đốt, trong điều kiện ánh sáng yếu, ngày dài, nhiệt độ thấp và xử lý trước khi bảo quản lạnh lâu đều có tác dụng kéo dài đốt thân. Ngược lại ánh sáng mạnh, ngày ngắn, nhiệt độ cao lại ức chế đốt kéo dài.
- Lá: Loa kèn có nhiều lá mọc rải rác theo vòng rộng, hình thoi dài, khá đều đặn, phiến lá thẳng, đầu lá hơi nhọn, không có cuống hoặc cuống ngắn. Độ lớn của lá tùy theo điều kiện trồng, số lá thường từ 50-150. Lá có chiều rộng từ 1,8 - 2,8 cm, chiều dài lá từ 9 – 12 cm, lá mềm, bóng có màu xanh nhạt.
- Củ con và mầm nách: Loa kèn có các củ con ở gần thân rễ, kích thước và số lượng củ con tùy thuộc và khả năng sinh trưởng, phát triển của cây mẹ cũng như phụ thuộc vào điều kiện trồng, chu vi của củ con từ 3 – 6 cm, số lượng củ con từ 1 - 3 củ. Ở nách lá còn có mầm nách, hình tròn hoặc hình bầu dục, khi già có màu nâu chu vi mầm nách từ 0,5 - 1,5 cm
- Hoa: Hoa loa kèn trắng Lilium formolongo thường hơi nghiêng, tạo thành 3 góc so với mặt phẳng nằm ngang khoảng 45 - 60o. Hoa có hình loa kèn, màu trắng, chiều rộng cánh hoa từ 5 –7 cm, chiều dài cánh hoa từ 14 – 18 cm, đường kính hoa từ 10 – 12 cm, cánh hoa hơi cong. Bao hoa 6 mảnh dạng cánh có 6 nhị, bao phấn vàng dài, bầu hoa hình trụ, đầu nhụy chia 3 thùy, vòi hoa ngắn hơn trục, trục hoa nhỏ đầu phình to có 3 khía tử phòng ở trên. Hoa có hương thơm đậm đà, hoa cắt có độ bền khoảng 6-10 ngày.
- Quả: Quả loa kèn là loại quả nẻ, hình tròn dài, mỗi quả có vài trăm hạt, mỗi quả có 3 ngăn, hạt dẹt tròn xung quanh có khoảng trên 600 hạt. Quả loa kèn có chiều dài 8–10 cm, đường kính hạt 15 – 22 mm, 1 gam có 700-800 hạt. Trong điều kiện khô lạnh, hạt có thể giữ được 3 năm.

## Đặc điểm sinh trưởng phát dục
Giai đoạn sinh trưởng phát dục: Phát triển trục thân, ra nụ, ra hoa, kết hạt, chết. Củ giống vùi trong đất sau khoảng 60-70 ngày mới nảy mầm. Nếu củ giống được đem xử lý lạnh (phá ngủ) thì khi trồng xuống đất đến khi mầm vươn lên khỏi mặt đất chỉ cần 2 tuần lễ. Xử lý lạnh không tốt thời gian gieo trồng gặp lạnh thì có thể kéo tới 5 tuần. Từ lúc mọc mầm đến khi ra nụ khoảng 60-75 ngày tùy từng thời vụ, từ ra nụ đến ra hoa từ 25-35 ngày, từ nở hoa đến tạo quả từ 8-12 ngày.
- Sự phân hóa hoa: Là cây ngày dài do vậy khi thời gian chiếu sáng trong ngày tăng dần quá trình phân hóa hoa được hình thành. Củ loa kèn xử lý lạnh ở 5oC từ 3-5 tuần, sau khi trồng khoảng 8-13 ngày đỉnh sinh trưởng mầm rút ngắn, đã bắt đầu hình thành mầm hoa nguyên thủy. Mỗi mầm hoa nguyên thủy này lại kèm theo 1-2 mầm khác. Khi củ đã qua xử lý lạnh thì trước khi trồng củ có thể mọc mầm và phân hóa hoa. Vì vậy nếu không trồng kịp thời sẽ bất lợi cho phát dục mầm hoa. Số lượng mầm hoa nguyên thủy chịu ảnh hưởng lớn của điều kiện sinh trưởng vụ trước và chất lượng của củ giống.
- Sự ra hoa: Sự phân hóa hoa và số lượng mầm hoa chịu ảnh hưởng lớn của điều kiện trồng nhưng tốc độ phát dục của nụ và hoa lại chịu ảnh hưởng lớn của điều kiện sau khi trồng. Nhị đực và nhị cái của Lilium formolongo cùng chín một lúc. Sau khi thụ tinh 8-12 ngày, tử phòng bắt đầu phình to. Ánh sáng mạnh tạo ra sự bại dục của nụ, đồng thời còn gây cháy lá, việc xử lý che nắng sẽ giảm thui nụ. Ngược lại ánh sáng yếu (đặc biệt vào mùa đông) cũng làm thui nụ ảnh hưởng đến chất lượng hoa.
- Quả chín: Sau nở hoa khoảng 2 tháng. Khi quả có màu vàng sẽ nứt ra hạt có cánh có thể phát tán theo gió. Sau khi thu hoạch hoa (hoặc quả) thân lá khô héo, lúc này có thể thu hoạch củ để làm giống.

## Trên thế giới
Nhu cầu tiêu thụ cũng như
sản xuất hoa loa kèn ngày càng tăng, điển hình là ở một số nước như: Hà Lan,
Pháp, Đức, Italia, Canada, Bỉ...
Hà Lan là nước lai tạo ra rất nhiều giống mới có hoa đẹp, chống chịu sâu bệnh tốt, năng suất cao kết hợp với việc ứng dụng thành công kỹ thuật điều khiển ra hoa đã có thể sản xuất hoa quanh năm.
Ở châu Á, nước đứng đầu về sản xuất hoa loa kèn là Nhật Bản. Đài Loan cũng là nước có công nghệ trồng hoa loa kèn tiên tiến nhất hiện nay.

## Việt Nam
Cây hoa này được du nhập vào Việt Nam từ Nhật Bản, Hàn Quốc và các nước Châu Âu. Giống trồng trọt trước đây:
- Giống từ Pháp: không rõ tên, nhập nội khoảng 1945-1955
- Giống Hàn Quốc: không rõ tên, nhập nội 1970
- Giống Nhật Bản: không rõ tên, nhập nội 1972 với nhiều màu khác nhau nhưng chỉ có màu trắng là thích hợp và còn tồn tại đến nay.

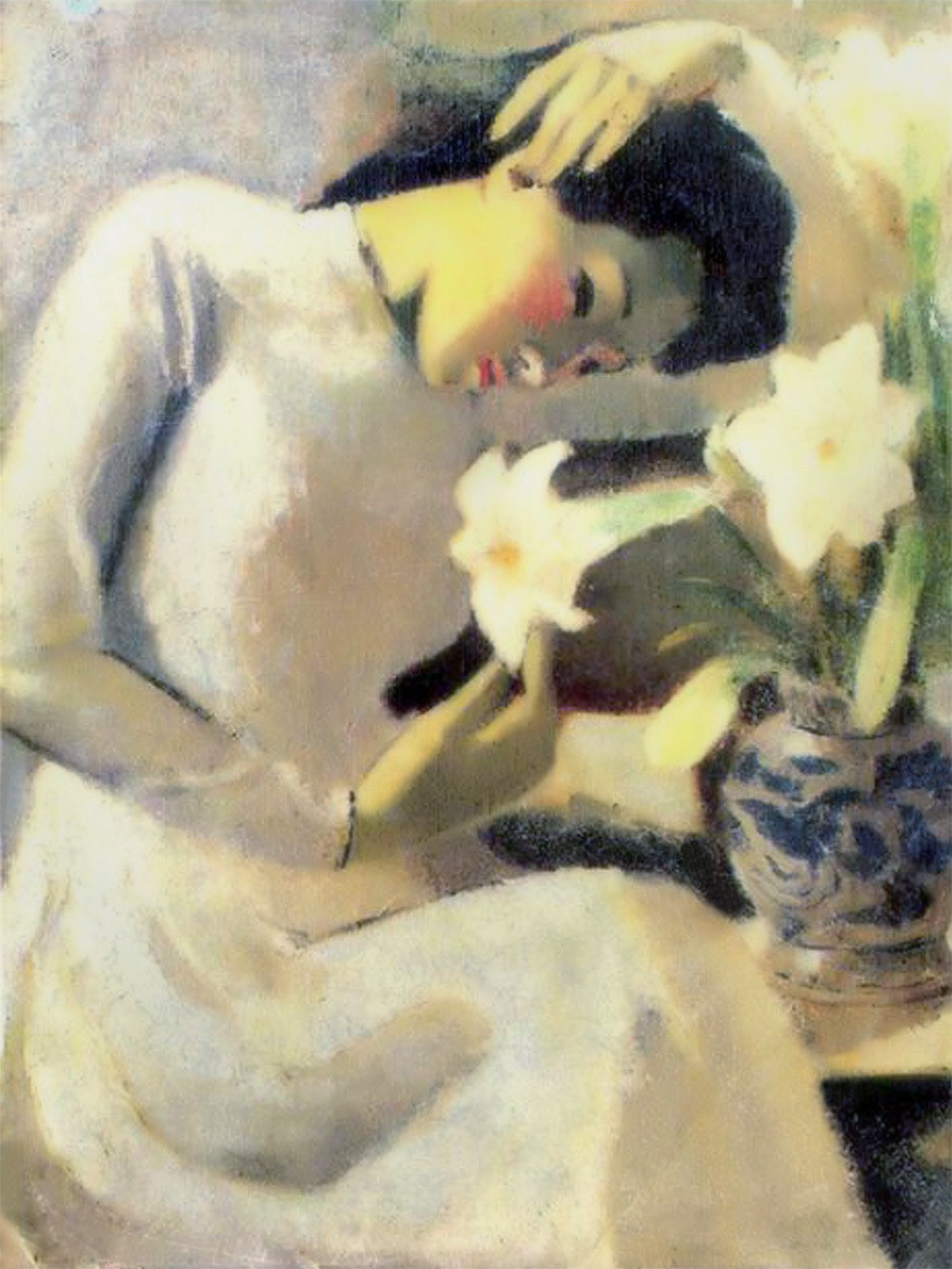
Tranh "Thiếu nữ bên hoa huệ"

Ở Việt Nam, hoa loa kèn hay huệ tây được biết đến nhiều nhất ở bức tranh nổi tiếng "Thiếu nữ bên hoa huệ" của họa sĩ Tô Ngọc Vân. Ở Pháp, các phạm nhân khi vi phạm quy định của nhà thờ sẽ bị thích dấu lên vai hình hoa huệ tây.

## Hình ảnh

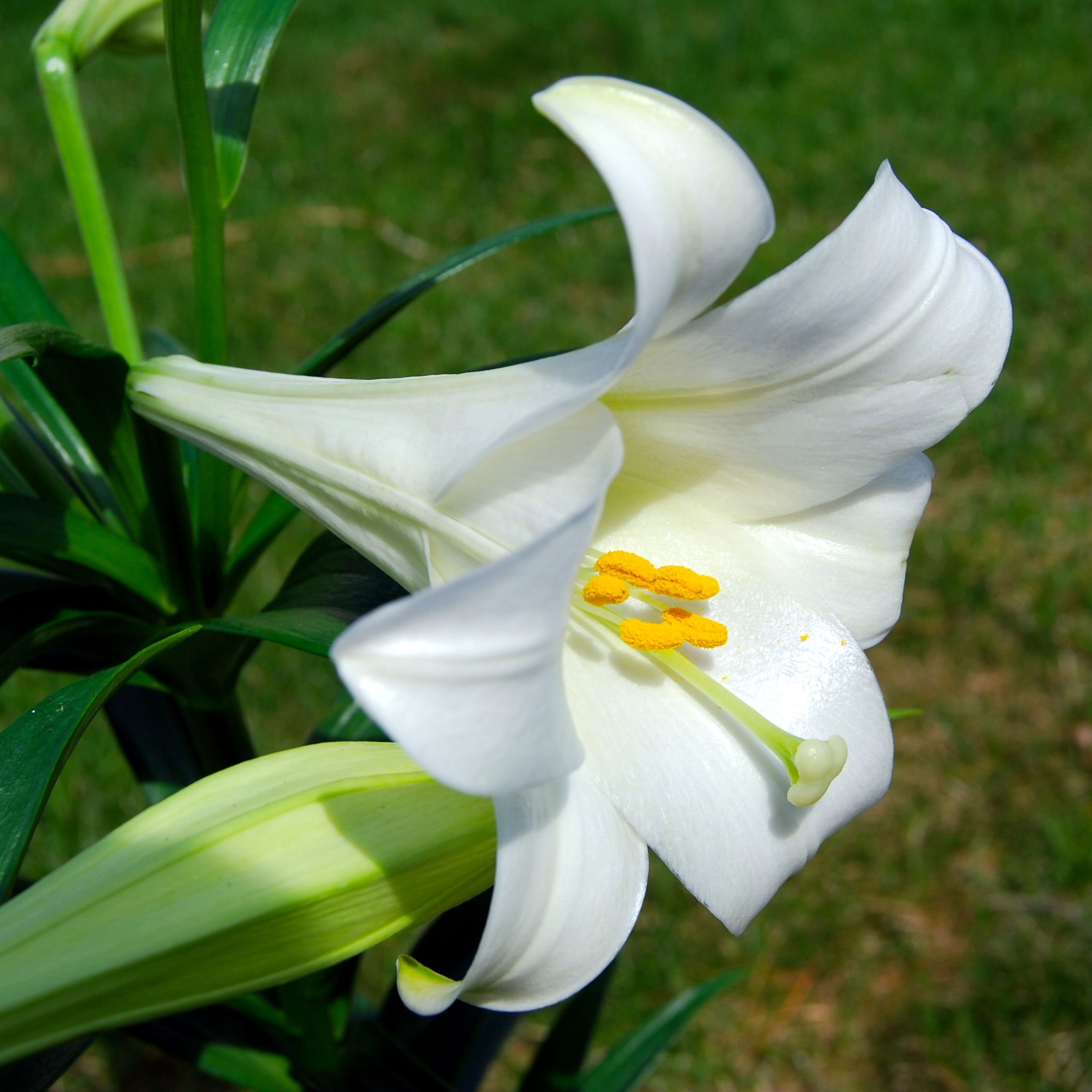
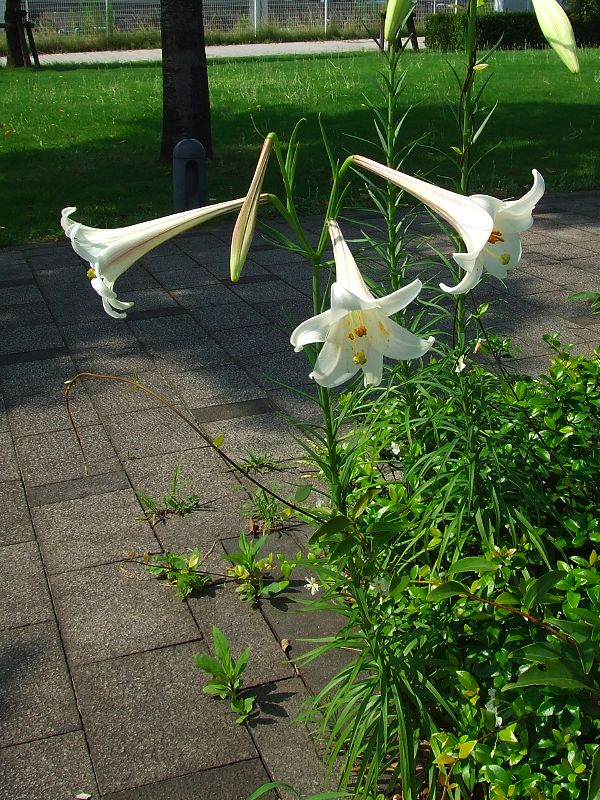
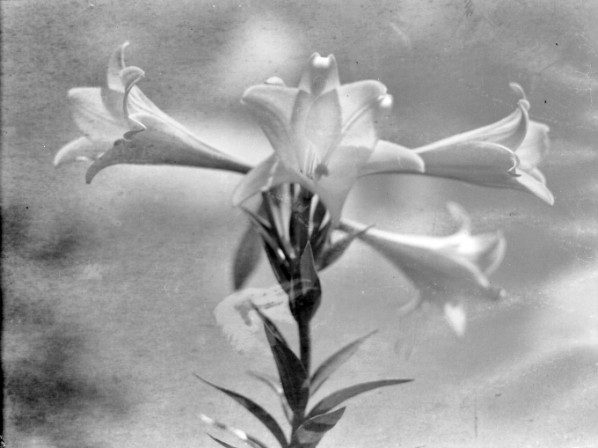
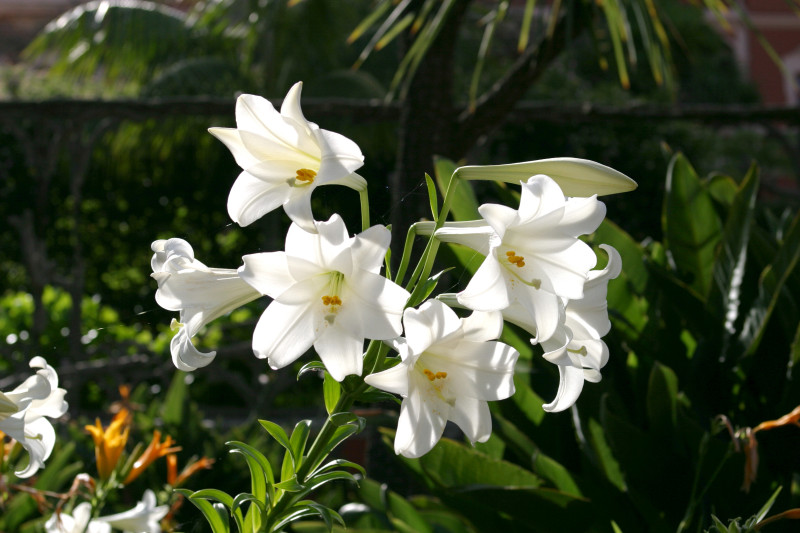